# Somewhere Back In Time
Somewhere Back in Time Tour var det engelska heavy metal-bandet Iron Maiden turné under 2008 och 2009. 
Det var en retrospektiv turné som baserades på bandets 1980-tal och i särskilt den ursprungliga World Slavery Tour. Turnén följde upp nyutgåvan av bandets klassiska konsertfilm Live After Death på dvd och samlingsalbumet Somewhere Back In Time - The Best Of: 1980-1989. 
Under den första delen av turnén flög bandet i en egen Boeing 757 döpt till Ed Force One som var ombyggd för att lasta all utrustning och scen, samt personal och bandet själva. Ofta flögs planet av sångaren Bruce Dickinson, som var anställd pilot hos flygbolaget. Det egna planet innebar att Iron Maiden kunde inkludera nya länder i turnéplanen som tidigare varit svåra att nå med en full scenproduktion. 
Turnén startade den 1 februari 2008 i Bombay, Indien och avslutades i Toronto, Kanada den 16 mars 2008. Totalt uppgick turnén till 90 konserter.
Iron Maiden gjorde även sina första konserter i Costa Rica och Colombia.
De spelade också i Australien för första gången sedan 1992. Dagen då biljetterna släpptes såldes de slut på 25 minuter i Sydney och på 15 minuter i Melbourne.
Den andra delen av turnén startade den 21 maj i USA, och fortsatte därefter i Kanada där en större turné genomfördes och bandet spelade i städer de inte spelat i på 20 år.
Under turnén uppgav Steve Harris, Bruce Dickinson och Dave Murray att Rime of the Ancient Mariner var deras favorit i låtlistan.

## Sverige
Iron Maiden spelade i Sverige, onsdagen den 16 juli på Stockholms Stadion och lördagen den 26 juli på Ullevi i Göteborg. Konserten på Ullevi hade en publik på 56 132.  

## Låtlista
Intro: Churchill's Speech (Winston Churchill 1940 / 1949)
1. Aces High (Powerslave, 1984)
2. 2 Minutes To Midnight (Powerslave, 1984)
3. Revelations (Piece of Mind, 1983)
4. The Trooper (Piece of Mind, 1983)
5. Wasted Years (Somewhere In Time, 1986)
6. The Number of the Beast (The Number of the Beast, 1982)
7. Can I Play With Madness (Seventh Son of a Seventh Son, 1988)
8. Rime Of The Ancient Mariner (Powerslave, 1984)
9. Powerslave (Powerslave, 1984)
10. Heaven Can Wait (Somewhere In Time, 1986)
11. Run To The Hills (The Number of the Beast, 1982)
12. Fear Of The Dark (Fear of the Dark, 1992)
13. Iron Maiden (Iron Maiden, 1980)
14. Moonchild (Seventh Son of a Seventh Son, 1988)
15. The Clairvoyant (Seventh Son of a Seventh Son, 1988)
16. Hallowed Be Thy Name (The Number of the Beast, 1982)

## Banduppsättning
- Bruce Dickinson – sång
- Dave Murray – gitarr
- Adrian Smith – gitarr
- Janick Gers – gitarr
- Steve Harris – bas
- Nicko McBrain – trummor
- Michael Kenney – keyboard (Backstage)

## Turnédatum
| 1 februari 2008  | Bombay                   | Indien        | Bandra-Kurla complex                   | 30 000   | 30 000 | 100%  |  |
| Australien       |                          |               |                                        |          |        |       |  |
| 4 februari 2008  | Perth                    | Australien    | Burswood Dome                          | 14 000   | 14 000 | 100%  |  |
| 6 februari 2008  | Melbourne                | Australien    | Rod Laver Arena                        | 11 000   | 11 000 | 100%  |  |
| 7 februari 2008  | Melbourne                | Australien    | Rod Laver Arena                        | 11 000   | 11 000 | 100%  |  |
| 9 februari 2008  | Sydney                   | Australien    | Acer Arena                             | 14 000   | 14 000 | 100%  |  |
| 10 februari 2008 | Sydney                   | Australien    | Acer Arena                             | 14 000   | 14 000 | 100%  |  |
| 12 februari 2008 | Brisbane                 | Australien    | Brisbane Entertainment Centre          | 13 500   | 13 500 | 100%  |  |
| Japan            |                          |               |                                        |          |        |       |  |
| 15 februari 2008 | Yokohama                 | Japan         | Pacifico Yokohama                      | 4 000    | 4 000  | 100%  |  |
| 16 februari 2008 | Tokyo                    | Japan         | Makuhari Messe                         | 10 000   | 10 000 | 100%  |  |
| Amerika          |                          |               |                                        |          |        |       |  |
| 19 februari 2008 | Inglewood                | USA           | The Forum                              | 14 000   | 14 000 | 100%  |  |
| 21 februari 2008 | Guadalajara              | Mexiko        | Auditorium Telmex                      | 11 000   | 11 000 | 100%  |  |
| 22 februari 2008 | Monterrey                | Mexiko        | Monterrey Arena                        | 12 000   | 12 000 | 100%  |  |
| 24 februari 2008 | Mexico City              | Mexiko        | Foro Sol                               | 52 159   | 52 159 | 100%  |  |
| 26 februari 2008 | San Jose                 | Costa Rica    | Estadio Ricardo Saprissa Aymá          | 30 000   | 30 000 | 100%  |  |
| 28 februari 2008 | Bogotá                   | Colombia      | Simón Bolívar Park                     | 40 000 * | 40 000 | 100%  |  |
| 2 mars 2008      | São Paulo                | Brasilien     | Estádio Palestra Itália                | 42 000   | 42 000 | 100%  |  |
| 4 mars 2008      | Curitiba                 | Brasilien     | Pedreira Paulo Leminski                | 20 000   | 20 000 | 100%  |  |
| 5 mars 2008      | Porto Alegre             | Brasilien     | Gigantinho                             | 13 000   | 13 000 | 100%  |  |
| 5 mars 2008      | Buenos Aires             | Argentina     | Estadio Ricardo Etcheverry             | 25 000   | 25 000 | 100%  |  |
| 9 mars 2008      | Santiago                 | Chile         | Estadio Nacional de Chile              | 30 000   | 30 000 | 100%  |  |
| 12 mars 2008     | San Juan                 | Puerto Rico   | Coliseo De Puerto Rico                 | 18 000   | 18 000 | 100%  |  |
| Nordamerika      |                          |               |                                        |          |        |       |  |
| 14 mars 2008     | East Rutherford          | USA           | Izod Center                            | 14 154   | 14 154 | 100%  |  |
| 16 mars 2008     | Toronto                  | Kanada        | Air Canada Centre                      | 13 766   | 13 766 | 100%  |  |
| 21 maj 2008      | San Antonio              | USA           | Verizon Wireless Amphitheater          | 13 667   | 19 982 | 68%   |  |
| 22 maj 2008      | The Woodlands            | USA           | Cynthia Woods Mitchell Pavilion        | 11 108   | 15 861 | 70%   |  |
| 25 maj 2008      | Albuquerque              | USA           | Journal Pavilion                       | 14 973   | 14 973 | 100%  |  |
| 26 maj 2008      | Phoenix                  | USA           | Cricket Wireless Pavilion              | 11 435   | 19 921 | 57%   |  |
| 28 maj 2008      | Concord                  | USA           | Sleep Train Pavilion                   | 12 500   | 12 500 | 100%  |  |
| 30 maj 2008      | Irvine                   | USA           | Verizon Wireless Amphitheatre          | 13 060   | 16 133 | 81%   |  |
| 31 maj 2008      | Irvine                   | USA           | Verizon Wireless Amphitheatre          | 16 133   | 16 133 | 100%  |  |
| 2 juni 2008      | Auburn                   | USA           | White River Amphitheatre               | 13 188   | 19 508 | 68%   |  |
| 3 juni 2008      | Vancouver                | Kanada        | Pacific Coliseum                       | 17 150   | 17 150 | 100%  |  |
| 5 juni 2008      | Calgary                  | Kanada        | Saddledome                             | 12 000   | 12 000 | 100%  |  |
| 6 juni 2008      | Edmonton                 | Kanada        | Rexall Place                           | 13 000   | 13 000 | 100%  |  |
| 8 juni 2008      | Regina, Saskatchewan     | Kanada        | Brandt Centre                          | 7 000    | 7 000  | 100%  |  |
| 9 juni 2008      | Winnipeg                 | Kanada        | MTS Centre                             | 12 500   | 12 500 | 100%  |  |
| 11 juni 2008     | Rosemont                 | USA           | Allstate Arena                         | 12 254   | 13 041 | 94%   |  |
| 12 juni 2008     | Cuyahoga Falls           | USA           | Blossom Music Center                   | 10 028   | 21 340 | 47%   |  |
| 14 juni 2008     | Holmdel                  | USA           | PNC Bank Arts Center                   | 11 340   | 16 996 | 67%   |  |
| 15 juni 2008     | New York                 | USA           | Madison Square Garden                  | 13 766   | 13 766 | 100%  |  |
| 17 juni 2008     | Camden                   | USA           | Susquehanna Bank Center                | 7 779    | 25 265 | 31%   |  |
| 18 juni 2008     | Columbia, Maryland       | USA           | Merriweather Post Pavilion             | 9 211    | 15 000 | 61%   |  |
| 20 juni 2008     | Mansfield, Massachusetts | USA           | Comcast Center for the Performing Arts | 8 955    | 19 900 | 45%   |  |
| 21 juni 2008     | Montréal, Québec         | Kanada        | Parc Jean-Drapeau                      | 22 500   | 70 000 | 32%   |  |
| Europa           |                          |               |                                        |          |        |       |  |
| 27 juni 2008     | Bologna                  | Italien       | Gods of Metal                          | 35 000   | 40 000 | 87,5% |  |
| 29 juni 2008     | Dessel                   | Belgien       | Graspop Metal Meeting                  | 55 000   | 55 000 | 100%  |  |
| 1 juli 2008      | Paris                    | Frankrike     | Palais omnisports de Paris-Bercy       | 18 000   | 18 000 | 100%  |  |
| 2 juli 2008      | Paris                    | Frankrike     | Palais omnisports de Paris-Bercy       | 18 000   | 18 000 | 100%  |  |
| 5 juli 2008      | London                   | England       | Twickenham Stadium                     | 55 000   | 55 000 | 100%  |  |
| 9 juli 2008      | Lissabon                 | Portugal      | Super Bock Super Rock                  |          |        |       |  |
| 11 juli 2008     | Mérida                   | Spanien       | Via de la Plata Festival               | 30 000   | 30 000 | 100%  |  |
| 12 juli 2008     | Zaragoza                 | Spanien       | Metalway Festival                      |          | 25 000 |       |  |
| 16 juli 2008     | Stockholm                | Sverige       | Stockholms Stadion                     | 32 151   | 32 151 | 100%  |  |
| 18 juli 2008     | Helsingfors              | Finland       | Helsingfors Olympiastadion             | 42 000   | 42 000 | 100%  |  |
| 19 juli 2008     | Tammerfors               | Finland       | Ratina Stadium                         | 30 000   | 30 000 | 100%  |  |
| 22 juli 2008     | Trondheim                | Norge         | Lerkendal Stadion                      | 23 000   | 24 000 | 96%   |  |
| 24 juli 2008     | Oslo                     | Norge         | Valle Hovin                            | 24 000   | 30 000 | 80%   |  |
| 26 juli 2008     | Göteborg                 | Sverige       | Ullevi                                 | 56 132   | 56 132 | 100%  |  |
| 27 juli 2008     | Horsens                  | Danmark       | Horsens Gods Bane Pladsen              | 10 000   | 25 000 | 40%   |  |
| 31 juli 2008     | Wacken                   | Tyskland      | Wacken Open Air                        | 72 000   | 72 000 | 100%  |  |
| 2 augusti 2008   | Aten                     | Grekland      | Terra Vibe Park                        |          | 75 000 |       |  |
| 4 augusti 2008   | Bukarest                 | Rumänien      | Cotroceni Stadium                      |          | 30 000 |       |  |
| 7 augusti 2008   | Warszawa                 | Polen         | Gwardia Stadium                        | 22 000   | 30 000 | 73%   |  |
| 8 augusti 2008   | Prag                     | Tjeckien      | SK Slavia Praha                        | 30 000   | 35 000 | 86%   |  |
| 10 augusti 2008  | Split                    | Kroatien      | Poljudstadion                          | 27 650   | 35 000 | 79%   |  |
| 12 augusti 2008  | Budapest                 | Ungern        | Sziget Festival                        |          | 65 000 |       |  |
| 14 augusti 2008  | Basel                    | Schweiz       | St. Jakobshalle                        | 9 000    | 9 000  | 100%  |  |
| 16 augusti 2008  | Assen                    | Nederländerna | TT Circuit Assen                       | 18 000   | 30 000 | 60%   |  |
| 19 augusti 2008  | Moskva                   | Ryssland      | Olympiska stadion                      |          | 23 000 |       |  |